# Region Grecja Zachodnia
Region Grecja Zachodnia (nowogr. Δυτική Ελλάδα, trl. Dytikī́ Elláda) – jeden z 13 regionów administracyjnych Grecji położony w środkowo-zachodniej części kraju. Leży nad Morzem Jońskim po obu stronach Zatoki Patraskiej (częściowo nad Zatoką Koryncką i na Peloponezie). Graniczy od południa i południowego wschodu z regionem Peloponez, od północy z regionem Epir, od wschodu z regionem Grecja Środkowa. Od zachodu region ograniczony jest Morzem Jońskim, przez które graniczy z regionem Wyspy Jońskie. Na północy granica z regionem Epir przebiega częściowo wzdłuż Zatoki Ambrakijskiej.
Stolicą regionu jest Patras.
Region Grecja Zachodnia podzielony jest na trzy jednostki regionalne:
- jednostka regionalna Achaja ze stolicą w Patras,
- jednostka regionalna Elida ze stolicą w Pirgos,
- jednostka regionalna Etolia-Akarnania ze stolicą w Missolungi.

W regionie znajduje się kilka miast o znaczeniu historycznym, m.in.:
- Elida,
- Olimpia.